# همسو اجتماعی شدن
همسو اجتماعی شدن (به انگلیسی: Homosocialization) یا اجتماعی شدن ال‌جی‌بی‌تی (به انگلیسی: LGBT socialization) فرآیندی است که از طریق آن اعضای ال‌جی‌بی‌تی با جامعه ال‌جی‌بی‌تی ملاقات می‌کنند، ارتباط برقرار می‌کنند و در آن ادغام می‌شوند، به‌ویژه با افرادی که دارای گرایش جنسی و هویت جنسیتی یکسان هستند، که در نهایت به ساخت هویت آنها کمک می‌کند.

## نهادها

### دبیرستان‌ها
Gay–straight alliances در دهه ۱۹۸۰ در مدارس ایجاد شد. و راهی برای غلبه بر گوشه‌نشینی و غلبه بر انگ در محیط مدرسه برای جوانان جامعه ال‌جی‌بی‌تی شد. در حال حاضر تحت شبکه مادر GLSEN ثبت شده‌است، و بیش از ۳۰۰۰ باشگاه در دبیرستان‌های ایالات متحده وجود دارد.
جو اجتماعی یک مدرسه ارتباط مستقیمی با سلامت جسمی و روحی دانش‌آموزان دارد. یک نظرسنجی از دانش‌آموزان ال‌جی‌بی‌تی در سال ۲۰۰۳ نشان داد که ۵۷ درصد آنها از مردم سخنان منفی شنیده‌اند، ۶۹ درصد احساس ناامنی کردند، و ۳۱ درصد در ماه گذشته حداقل یک روز به مدرسه نرفته‌اند.

### دانشگاه‌ها
سازمان‌های آموزش عالی که اعضای ال‌جی‌بی‌تی/کوئیر در آنها وجود دارند، می‌توانند سیستم‌های خود را برای تشویق اجتماعی شدن از طریق تحقیقات مناسب در درون بدنه دانشجویی تقویت کنند. انجام ندادن چنین تحقیقاتی به زندگی دانشجویان آسیب می‌زند، زیرا یک مؤسسه نمی‌تواند از به‌روز نگه‌داشتن مسائل مربوطه اطمینان حاصل کند. موسسات تحقیقاتی می‌توانند به بهبود زندگی و موفقیت دانشجویان ال‌جی‌بی‌تی خود کمک کنند.
در سه دهه گذشته، مراکز ال‌جی‌بی‌تی در محوطه‌های دانشگاهی افزایش یافته‌است. این مراکز با هدف ارتقاء و تلاش در جهت ایجاد یک محیط دانشگاهی پذیرفته‌تر و آگاه‌تر، به دانشجویان برای توسعه هویت خود در داخل و خارج از محوطه دانشگاه کمک می‌کنند. این مراکز همچنین اغلب افراد حرفه‌ای را استخدام می‌کنند که برای بهبود تجربه زندگی دانشجویان در محوطه دانشگاه فعالیت می‌کنند.

## فضاهای اجتماعی
فضاهای همسو اجتماعی شدن، آن دسته از مکان‌های حقیقی یا مجازی هستند که توسط اعضای جامعه ال‌جی‌بی‌تی برای ملاقات با سایر اعضا یا یافتن شریک زندگی ایجاد می‌شوند و جایی برای ابراز آزادانه هویت جنسی است.
انجمن‌های متعددی وجود دارند که به تنوع جنسی و جنسیتی توجه می‌کنند و امکان ملاقات و اجتماعی شدن جامعه ال‌جی‌بی‌تی را فراهم می‌کنند. در بسیاری از موارد، آنها در محله‌های همجنس‌گرایان، جایی که جامعه ال‌جی‌بی‌تی متمرکز هستند، ظاهر می‌شوند.

### فضای مجازی
شبکه‌های اجتماعی / دوستیابی / سایت‌های ارتباطی
- اسکراف (Scruff)
- تیندر (Tinder)
- گرایندر (Grindr)
- تایمی (Taimi)
- من‌هانت (Manhunt.net)
- Sniffies
- بلود (Blued)
- Squirt.org
- Her
- PlanetRomeo
- Recon
- Hornet